# Ceradenia glabra
Ceradenia glabra är en stensöteväxtart som beskrevs av M. Kessler och A. R. Sm. Ceradenia glabra ingår i släktet Ceradenia och familjen Polypodiaceae. Inga underarter finns listade.